# Frontera entre Suazilandia y Sudáfrica
La frontera entre Suazilandia y Sudáfrica es el lindero internacional de 438 kilómetros de longitud. Se ubica en el lado noreste de Suazilandia con su límite con Mozambique.
Las partes del este y sur de esta frontera lindan con la provincia sudafricana de KwaZulu-Natal. Las partes del oeste y norte separan a Suazilandia de la provincia sudafricana de Mpumalanga. Esta frontera pasa cerca de Piggs Peak y el pico Emlembe en el noroeste de Suazilandia y del Nhlangano en el sur de ese país.
Esta frontera se definió con la independencia del reino suazi en 1968. Desde 1903 hasta entonces fue un protectorado británico, cuando los británicos ganaron la guerra de los Bóeres. Antes de eso, desde el siglo XIX fue ocupada por la gente de Suazilandia y fue el tema de los litigios entre el Reino Unido y el estado bóer del Transvaal.

## Pasos fronterizos

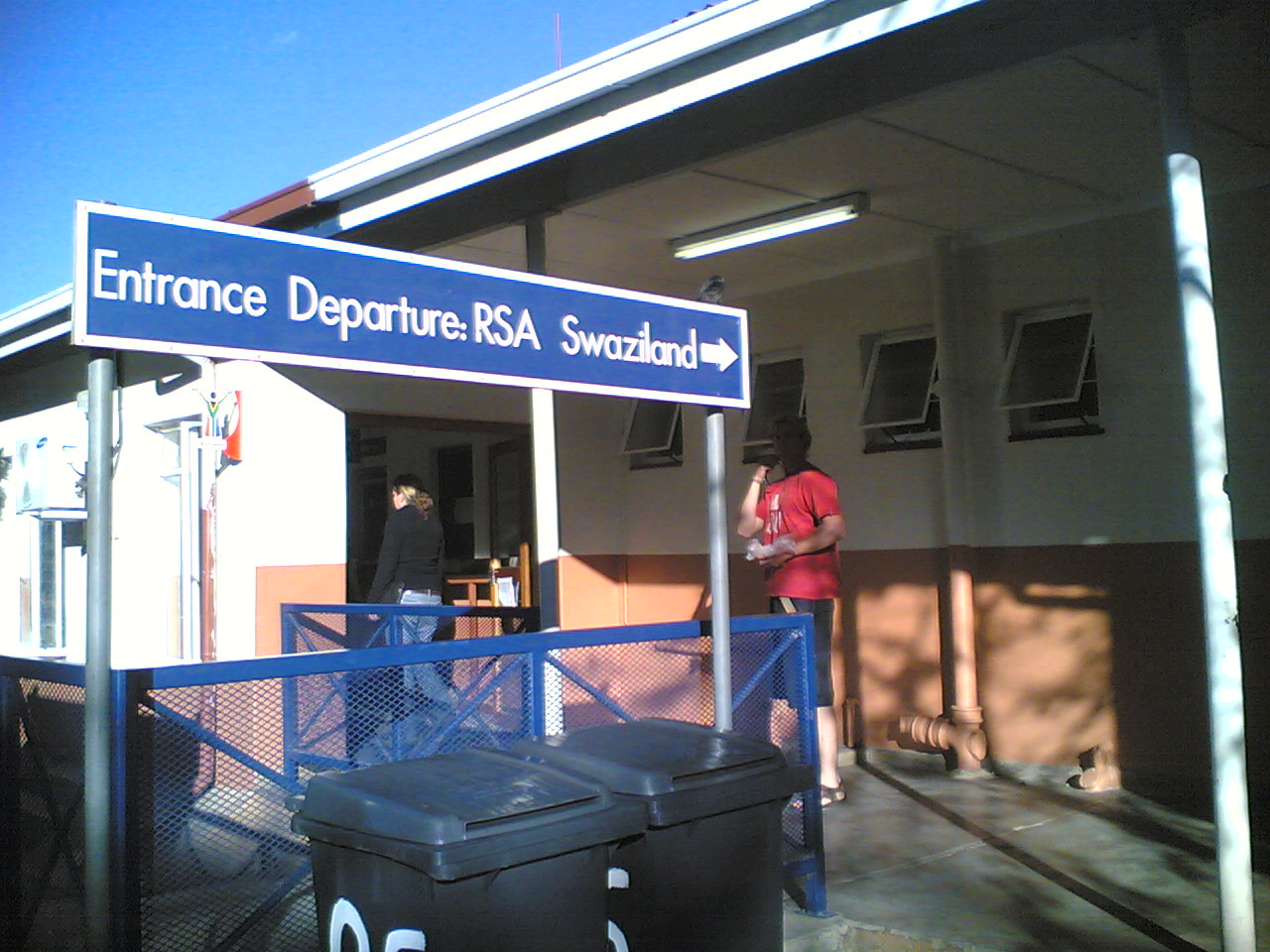
Paso fronterizo.

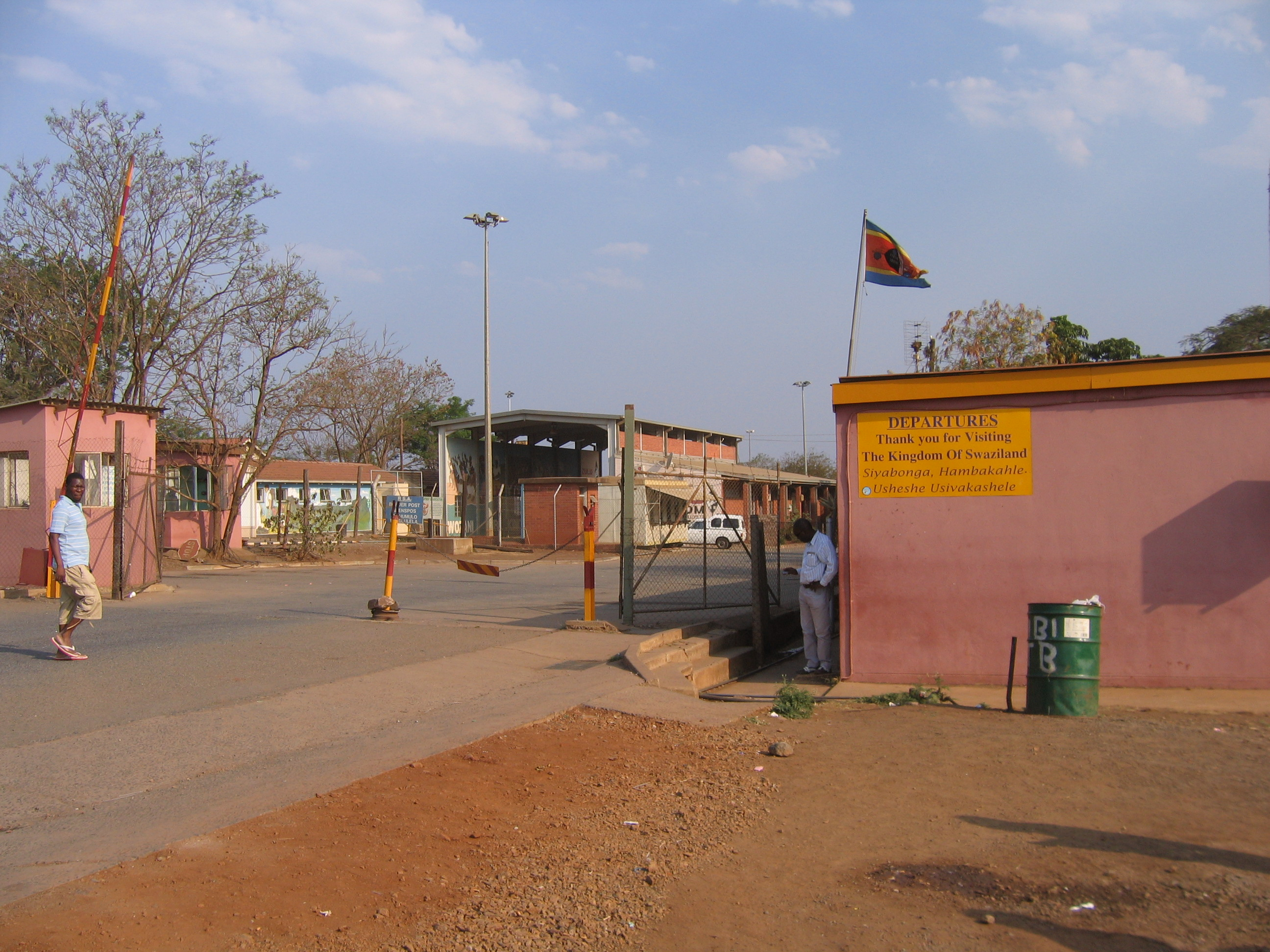
Frontera en la Villa cultural Mantenga Swazi.

Aquí hay una lista de puestos fronterizos entre Sudáfrica y Suazilandia.
| Sudáfrica                 | Suazilandia | Horario     | Coordenadas                               |
| ------------------------- | ----------- | ----------- | ----------------------------------------- |
| Mananga (Mpumalanga)      | Mananga     | 07:00–18:00 | 25°55′59″S 31°45′41″E / -25.9331, 31.7613 |
| Jeppesrif                 | Matsamo     | 07:00–20:00 | 25°45′03″S 31°28′03″E / -25.7507, 31.4676 |
| Josefsdal                 | Bulembu     | 08:00–16:00 | 25°56′41″S 31°07′17″E / -25.9446, 31.1215 |
| Oshoek                    | Ngwenya     | 07:00–22:00 | 26°12′45″S 30°59′21″E / -26.2125, 30.9892 |
| Waverley                  | Lundzi      | 08:00–16:00 | 26°19′39″S 30°53′19″E / -26.3275, 30.8885 |
| Nerston                   | Sandlane    | 08:00–18:00 | 26°34′11″S 30°47′30″E / -26.5697, 30.7918 |
| Emahlathini               | Sicunusa    | 08:00–18:00 | 26°51′38″S 30°54′30″E / -26.8605, 30.9084 |
| Bothashoop                | Gege        | 08:00–16:00 | 26°58′25″S 30°58′06″E / -26.9737, 30.9684 |
| Mahamba                   | Mahamba     | 07:00–22:00 | 27°06′20″S 31°04′09″E / -27.1055, 31.0691 |
| Onverwacht, KwaZulu-Natal | Salitje     | 08:00–18:00 | 27°18′58″S 31°38′38″E / -27.3162, 31.6438 |
| Golela (KwaZulu-Natal)    | Lavumisa    | 08:00–17:00 | 27°19′02″S 31°53′18″E / -27.3172, 31.8884 |